# Bettadpur
Bettadpur és una muntanya de Karnataka caracteritzada per la seva configuarció cònica i de 1360 metres. Al seu cim té el famós temple de Mallikarjuna (Annadani Mallikarjuna) el deu associat a la família de reis Changalva, i al peu el poble de Bettadpur, que li dona nom i és seu dels bramans Sanketi, el qual tenia una població el 1881 de 2.313 habitants. La muntanya està associada al príncep jainista Chengal Raya del segle x. Fou seu d'un poligar que fou annexionat per Tipu Sultan de Mysore vers 1785.